# Polski Fiat 126p

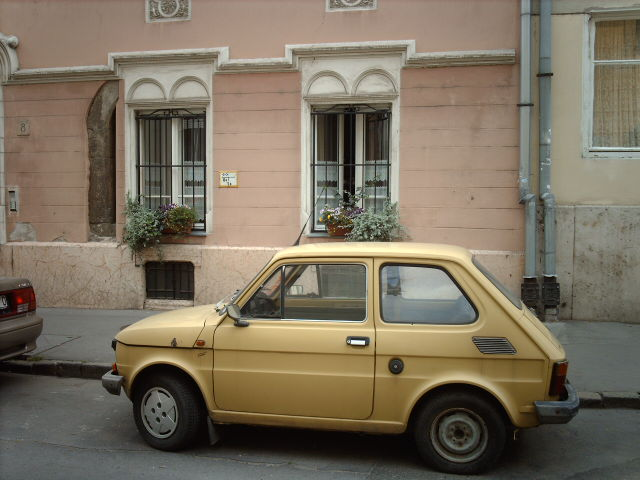
Um Polski Fiat 126p amarelo

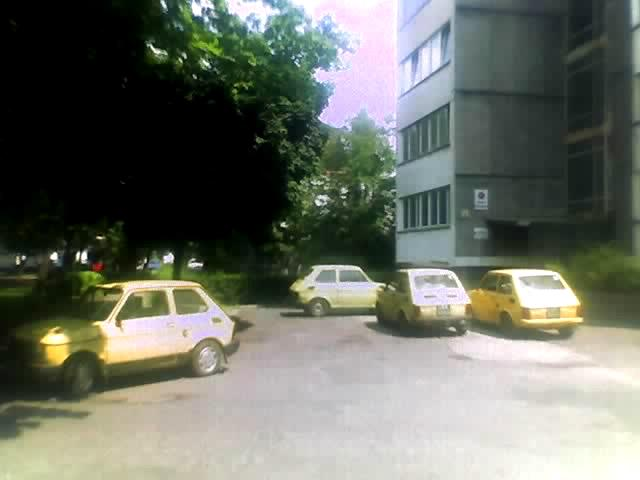
Um parque de estacionamento típico da Polónia, nos anos 80

O Polski Fiat 126p (em Português: Fiat Polaco 126p) é um pequeno automóvel produzido na Polónia entre 1973 and 2000. Foi inspirado no Fiat 126, tendo sido adicionada a letra "p", para o distinguir dos modelos fabricados noutros países.
Foi produzido pela Fabryka Samochodów Małolitrażowych, em Bielsko-Biała and Tychy, sob licença da Fiat. 
Devido ao seu preço baixo, tornou-se muito popular na Polónia nos anos 80, podendo-se dizer que terá sido o mais popular nessa época. O seu tamanho reduzido trouxe-lhe a alcunha Maluch, "o pequenino". Esta alcunha tornou-se tão generalizada, que o produtor a adoptou como nome oficial do veículo.
Foi exportado para diversos países do bloco de leste, tendo alcançado grande popularidade também na Hungria.

## História
- 1972 – É construída a fábrica da FSM, em Bielsko-Biała.
- 6 de Junho de 1973 – é construído o primeiro Polski Fiat 126p, com peças italianas. Custava cerca de 69 000 zlotys (o salário médio na altura era de 3,500 zlotys)
- 22 de Julho  1973 – abertura oficial da linha de montagem. 1500 veículos produzidos até ao fim do ano.
- Setembro de 1975 – a produção começa em Tychy.
- 1977 – motor aumentado de 594 cm³ para 652 cm³. Potência aumentada para cerca de 24cv, correpondendo a 17 kW.
- 1978 – fim da produção de motores de 594 cm³.
- 1979 – produção continua apenas em Bielsko-Biała.
- 1981 – produzido o 1,000,000º Polski Fiat 126p.
- Dezembro de 1984 – alterações técnicas ao motor e à carroçaria.
- 1987 – início da produção do Polski Fiat 126p Bis (motor de 700 cm³).
- Maio de 1993 – produzido o 3,000,000º Polski Fiat 126p.
- Setembro de 1994 – melhorada a carroçaria, com peças semelhantes às do Fiat Cinquecento.
- Janeiro de 1997 – introduzido o catalisador.
- Outubro de 2000 – fim da produção. Todas as unidades da última série limitada eram amarelas.

## Conotação política
O Polski Fiat 126p tinha um ligação forte com a política polaca, durante o período comunista. No sistema comunista, um carro privado era considerado um bem de luxo, dados a disponibilidade reduzida e os braixos salários. É de salientar que, numa economia planificada, a decisão de produzir um carro era, na realidade, uma decisão política. As autoridades, no início, não consideravam os carros privados uma boa ideia. Era difícil comprar um carro estrangeiro,  dado que o złoty não era cambiável, tal como noutros países comunistas, e não havia mercado livre. O primeiro carro barato a ser produzido foi o Syrena, mas a produção era escassa. O Polski Fiat 126p deveria ser o primeiro carro verdadeiramente popular, para as famílias (a versão polaca do Volkswagen Carocha). A licença de produção foi comprada após a chegada de um novo líder comunista, Edward Gierek, que pretendia ganhar popularidade com um aumento do consumo, após os tempos austeros de Władysław Gomułka. Apesar de ser apenas um carro pequeno, por ser o único disponível para a maior parte das famílias, dada a sua inserção num sistema comunista, desempenhou verdadeiramente o papel de carro de família. A produção, no entanto, não era suficiente, tendo as famílias que esperar vários anos para poderem adquiri-lo. As autoridades também poderiam outorgar cupões para a aquisição de um automóvel com base no mérito de cada indivíduo.

## Curiosidades
É frequentemente referido pelos polacos como sendo o único carro "com alma", uma vez que muitas vezes se desliga espontaneamente e pode demorar bastante a voltar a ligar-se. Algumas pessoas afirmam mesmo que é necessário "falar-lhes com carinho".
Os ingleses da Taz Racing equiparam dois modelos Polski Fiat 126 com potentes motores Chevrolet V8 preparados para competição capazes de debitar 650 cv de potência máxima. A utilização destes carros em corridas de arranque cativou milhares de espetadores para esta insólita atração. 